# Lim Hyo-jun
Lim Hyo-jun, född 29 maj 1996, är en sydkoreansk skridskoåkare som tävlar i short track. Han blev olympisk mästare på 1 500 meter vid olympiska vinterspelen 2018 i Pyeongchang i Sydkorea.